# Abdullah Pascià Dreni
Abdullah Pascià Dreni (Gjakova, 1820 – Gjakova, 1878) è stato un capo tribale albanese del XIX secolo e militare dell'esercito ottomano.

## Biografia
Abdullah Pascià Dreni prestò servizio nell'esercito dell'Impero ottomano, dove combatté in particolare nell'Assedio di Pleven, una delle principali battaglie della guerra russo-turca (1877-1878), dopo la quale ricevette il titolo di pascià.  Mehmed Ali Pascià, Müşir e Capo di stato maggiore dell'Impero Ottomano, risiedeva nella casa di Dreni quando fu ucciso, insieme al figlio di Dreni, in un attacco armato dei ribelli albanesi, noto come attacco di Gjakova nella storiografia albanese. È menzionato nel poema epico nazionale albanese Il liuto della montagna (Lahuta e Malcis) di Gjergj Fishta, dove Dreni è descritto come costretto a difendere il suo ospite indesiderato, a causa delle leggi sull'ospitalità prescritte nel Kanun albanese.